# 倉吉自転車競技場
倉吉自転車競技場（くらよしじてんしゃきょうぎじょう）は、鳥取県倉吉市に所在する自転車競技場である。
1985年のわかとり国体のトラックレース開催のため、1984年3月に開場。2006年の全日本自転車競技選手権大会も開催された。
2021年に開催予定だった「ワールドマスターズゲームズ2021関西」の自転車トラック競技の会場にもなっていたが、新型コロナウイルスの感染拡大により大会は延期となった。
競技場の1周は333.3m。